# 1887 en football
Cet article présente les faits marquants de l'année 1887 en football.

## Clubs fondés en 1887
- en Allemagne :
  - fondation du club de l'ASV Feudenheim basé à Mannheim dans le Bade-Wurtemberg.
- en Angleterre :
  - fondation du club de Barnsley Football Club basé à Barnsley.
  - fondation du club de Cheltenham Town Football Club basé à Cheltenham.
  - fondation du club de Wycombe Wanderers Football Club basé à High Wycombe.
- en Écosse :
  - fondation du club de Leith Athletic Football Club basé dans le quartier de Leith à Édimbourg.
- en Nouvelle-Zélande :
  - fondation du club de North Shore United Association Football Club basé à North Shore.
- au Pakistan :
  - fondation du club de Karachi Port Trust Football Club basé à Karachi
- au Pays de Galles :
  - fondation du club de Caersws Football Club basé à Caersws.

## Janvier
- 8 janvier : en Irlande, fondation du club d'Athlone Town Football Club basé à Athlone.
- 24 janvier : en Hongrie, fondation du club III. Kerületi TUE basé dans le district d'Óbuda, dans le troisième arrondissement de Budapest.

## Février
- 5 février : à Sheffield (Bramall Lane), l'Angleterre s'impose 7-0 face à l'Irlande. 6 000 spectateurs.
- 12 février : à Glasgow (Hampden Park), finale de la 14e édition de la Coupe d'Écosse. Hibernian FC bat Dumbarton 2-1. 15 000 spectateurs.
- 19 février : à Glasgow (Hampden Park), l'Écosse s'impose 4-1 face à l'Irlande. 1 500 spectateurs.
- 26 février : à Londres (Kennington Oval), l'Angleterre s'impose 4-0 face au Pays de Galles. 5 000 spectateurs.

## Mars
- 12 mars : à Belfast (Solitude Ground), l'Irlande s'impose 4-1 face au pays de Galles. 4 000 spectateurs.
- 19 mars : à Blackburn (Leamington Road), l'Écosse s'impose 2-3 face à l'Angleterre. 12 000 spectateurs.
- 21 mars : à Wrexham (Racecourse Ground), l'Écosse s'impose 0-2 face au pays de Galles. 4 000 spectateurs. L'Écosse remporte la 4e édition du British Home Championship.

## Avril
- 2 avril : finale de la 16e FA Challenge Cup (126 inscrits). Aston Villa Football Club 2, West Bromwich Albion 0. 15 500 spectateurs au Kennington Oval.
- Fondé très certainement en 1885 ou 1886 par fusion des Christchurch Rangers et du Saint-Jude’s Institute FC, le club de football londonien de Saint-Jude’s est rebaptisé Queens Park Rangers FC.

## Juin
- 3 juin : en Argentine, fondation à La Plata, du Club de Gimnasia y Esgrima La Plata.

## Juillet
- 12 juillet : au Danemark, fondation à Odense du club d'Odense Boldklub.
- 26 juillet : le Blackpool Football Club fondé en 1877 adopte le statut professionnel et rejoint la League 2.

## Août
- 17 août : aux Pays-Bas, fondation du club VV Concordia basé à Rotterdam.

## Septembre
- 29 septembre : en Allemagne, fondation du club omnisports du Hambourg SV.

## Novembre
- 3 novembre : au Portugal, fondation du club de l'Académica de Coimbra.
- 6 novembre : en Écosse, fondation à Glasgow du club de football du Celtic FC.
- 27 novembre : en Argentine, fondation à Quilmes du club de Quilmes Atlético Club.

## Décembre
- 4 décembre : en Suède, à Göteborg, fondation du club de Örgryte IS.

## Naissances
- 10 janvier : Maurice Olivier,  footballeur français († 1978).
- 14 janvier : Cayetano Saporiti, footballeur uruguayen († 1954).
- 8 février : René Camard, footballeur français († 1915).
- 5 mars : Hector Goetinck, footballeur puis entraîneur belge († 1944).
- 9 mars : Henri Moigneu, footballeur français († 1937).
- 15 mars : Leslie Knighton, entraîneur de football anglais († 1959).
- 20 mars : Gilbert Brebion, footballeur français. († 1970).
- 2 avril : Maurice Vandendriessche, footballeur français († 1959).
- 22 avril : Harald Bohr, footballeur puis mathématicien danois († 1951).
- 18 juin : Ursule Wibaut, footballeur français († 1968).
- 1er juillet : Ge Fortgens, footballeur néerlandais († 1957).
- 9 août : Jules Dubly, footballeur français († 1953).
- 12 août : George Kimpton, footballeur puis entraîneur anglais († 1968).
- 2 octobre : Ephraim Longworth, footballeur anglais († 1968).
- 5 octobre : Nils Middelboe, footballeur danois († 1976).
- 9 octobre : Attilio Trerè, footballeur italien († 1943).
- 10 octobre : Harold Walden, footballeur anglais († 1955).
- 20 octobre : Vic Gonsalves, footballeur néerlandais († 1922).
- 27 octobre : Nico de Wolf, footballeur néerlandais († 1967).
- 27 novembre : Jean Ducret, footballeur français († 1975).